# Deborah Kerr
Dama Deborah Kerr (Glasgow, 30. rujna 1921. — Botesdale, 16. listopada 2007.) - škotsko–američka filmska i televizijska glumica. Šest je puta bila nominirana za Oscara, ali nikada nije nagrađena. Ipak, 1994. dobila je počasnoga Oscara za životno djelo. Njeni najpoznatiji filmovi su Crni narcis, Quo vadis, Odavde do vječnosti, Kralj i ja i Afera za pamćenje. Deborah je bila zvijezda blockbustera i jedna od najpopularnijih junakinja ljubavnih drama.
Prvi je film snimila 1940. godine, ali njene scene su izbrisane s tog filma. U filmu Život i smrt pukovnika Blimpa iz 1943. igrala je trostruku ulogu i hodala s režiserom Michaelom Powellom. Nakon nekoliko neuspjelih filmova u V. Britaniji, Kerr je 1947. ostavila ljubavnika i preselila se u Sjedinjene Američke Države, gdje je potpisala ugovor s kompanijom Metro-Goldwyn-Mayer. 
Već prvi slijedeći film, koji je snimila u SAD-u postigao je veliki komercijalni uspjeh, a zaslužio je i pohvalu kritike. Bila je to drama Crni narcis, gdje je igrala opaticu jednoga katoličkog samostana na Himalaji. Njeni maniri i elegancija, kao i prividna emocionalna hladnoća, učinili su da Deborah vrlo brzo u Hollywoodu postane jedna od najtraženijih glumica za izvođenje uloga hladnih britanskih dama. Međutim, nerijetko je igrala i otmjene gospođe spremne za avanturu, kao na primjer u avanturističkom filmu Rudnici kralja Salomona, snimljenoga u Africi i ljubavnoj drami Odavde do vječnosti (1953.), koja je postala njen najpoznatiji film, i za koji je bila predložena za Oscara za najbolju glavnu glumicu. Prije ovog filma, Deborah je ostvarila zapažene uloge u filmovima Eduarde, sine (nominirana za Oskara), Quo vadis, Julije Cezar, gdje joj je partner bio Marlon Brando, i film Kraljica djevica, gdje je igrala Elizabetu I.
Godine 1953. debitirala je i na Broadwayu s predstavom Čaj i simpatija i tu je povremeno radila sljedeće dvije godine. Poslije 1955. dvadeset godina nije nastupala u kazalištu, ali je govorila da je kazalište njena najveća ljubav. Deborah je nastavila glumiti u blockbusterima i postala je poznata kao junakinja ljubavnih filmova. Postala je najstarija Bondova djevojka 1967. kada je prihvatila ulogu u Casino Royaleu s 46 godina.
Krajem šezdesetih u potpunosti je napustila film i povremeno glumila u serijama i tv-filmovima i u kazalištu. Nakon filma Odavde do vječnosti bila je nominirana za još četiri Oscara, ali nije dobila ni jednoga – za uloge u filmovima Nebo zna, Gospodine Alison, Kralj i ja, Odvojeni stolovi i Lutalice.
Deborah Kerr je 1998. proglašena za damu Ujedinjenog Kraljevstva, a četiri godine prije, dobila je Oscara za životno djelo, odnosno „za besprijekornu gracioznost i ljepotu... karijeru tijekom koje se zalagala za savršenost, disciplinu i eleganciju."